# Communauté de communes Delta-Sèvre-Argent
La communauté de communes Delta Sèvre Argent est une ancienne communauté de communes française, située dans le département des Deux-Sèvres, en région Poitou-Charentes.

## Histoire
La communauté de communes Delta-Sèvre-Argent est créée le 24 décembre 1992 pour une prise d'effet au 1er janvier 1993.
Le 31 décembre 2013, elle disparait au profit de la création au 1er janvier 2014 de la communauté d'agglomération du Bocage bressuirais (CA2B) pour constituer un territoire organisé bien plus vaste.
Cet ensemble de quatorze communes représentait une population municipale de 29 118 habitants (selon le recensement de 2011), sur un territoire de 478,60 km2.

## Composition
Elle regroupait 14 des 15 communes des cantons de Cerizay et Mauléon (seule Courlay, rattachée à la communauté de communes Cœur du Bocage en était absente) :
- Bretignolles
- Cerizay
- Cirières
- Combrand
- La Forêt-sur-Sèvre
- Mauléon
- Montravers
- Nueil-les-Aubiers
- La Petite-Boissière
- Le Pin
- Saint-Amand-sur-Sèvre
- Saint-André-sur-Sèvre
- Saint-Jouin-de-Milly
- Saint-Pierre-des-Échaubrognes

## Éléments
- Régime fiscal (au 1er janvier 2006) : taxe professionnelle unique (TPU).
- Superficie : 7,98 % du département des Deux-Sèvres.
- Population : 7,85 % du département des Deux-Sèvres.
- Évolution annuelle de la population (entre 1990 et 1999) : -0,24 % (-0,05 % pour le département).
- 4 villes de plus de 2 000 habitants :Cerizay, La Forêt-sur-Sèvre, Mauléon et Nueil-les-Aubiers.